# Suite voor Altsaxofoon en Gitaar
De Suite voor altsaxofoon en gitaar opus 291 is een compositie van Alan Hovhaness uit 1976.
Hovhaness heeft op haast elk gebied van de klassieke muziek composities afgeleverd. Gezien zijn afkomst (vader Armeens- moeder Schotse) denk je niet meteen aan een compositie voor de combinatie saxofoon en gitaar.

## Compositie
De compositie van bijna 9 minuten bestaat uit 3 delen:
1. Adagio espressiovo;
2. Adagio;
3. Allegro molto.

De compositie begint met een solo voor de gitaar (Spaans klinkend), als inleiding van een klimmende tonenreeks op de saxofoon; die in de hoogte net zo iel klinkt als de gitaar. Deze tonen zijn een opmaat voor de solo van de altsaxofonist in het tweede deel. Pas in deel (3) komt de gitaar weer terug en geeft wederom een inleiding tot een solo van de saxofoon. Het geheel eindigt in (hoe kan het ook anders) Armeense melancholie; niet op de sax, maar op de gitaar die eindigt met een open akkoord, of de compositie gewoon nog doorgaat.

Bij beluistering valt op dat het een "gewoon liedje" is waarbij de zangstem is vervangen door de sax.

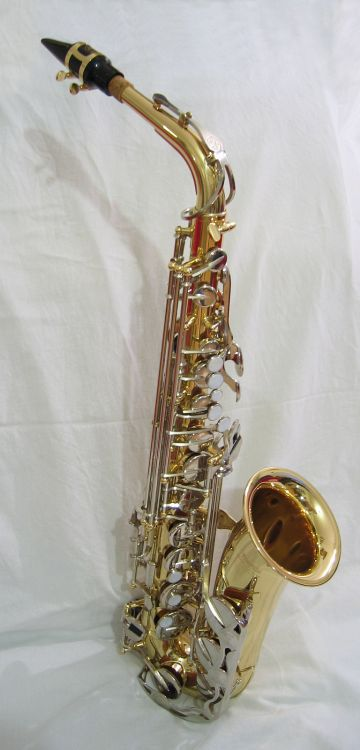
Altsaxofoon

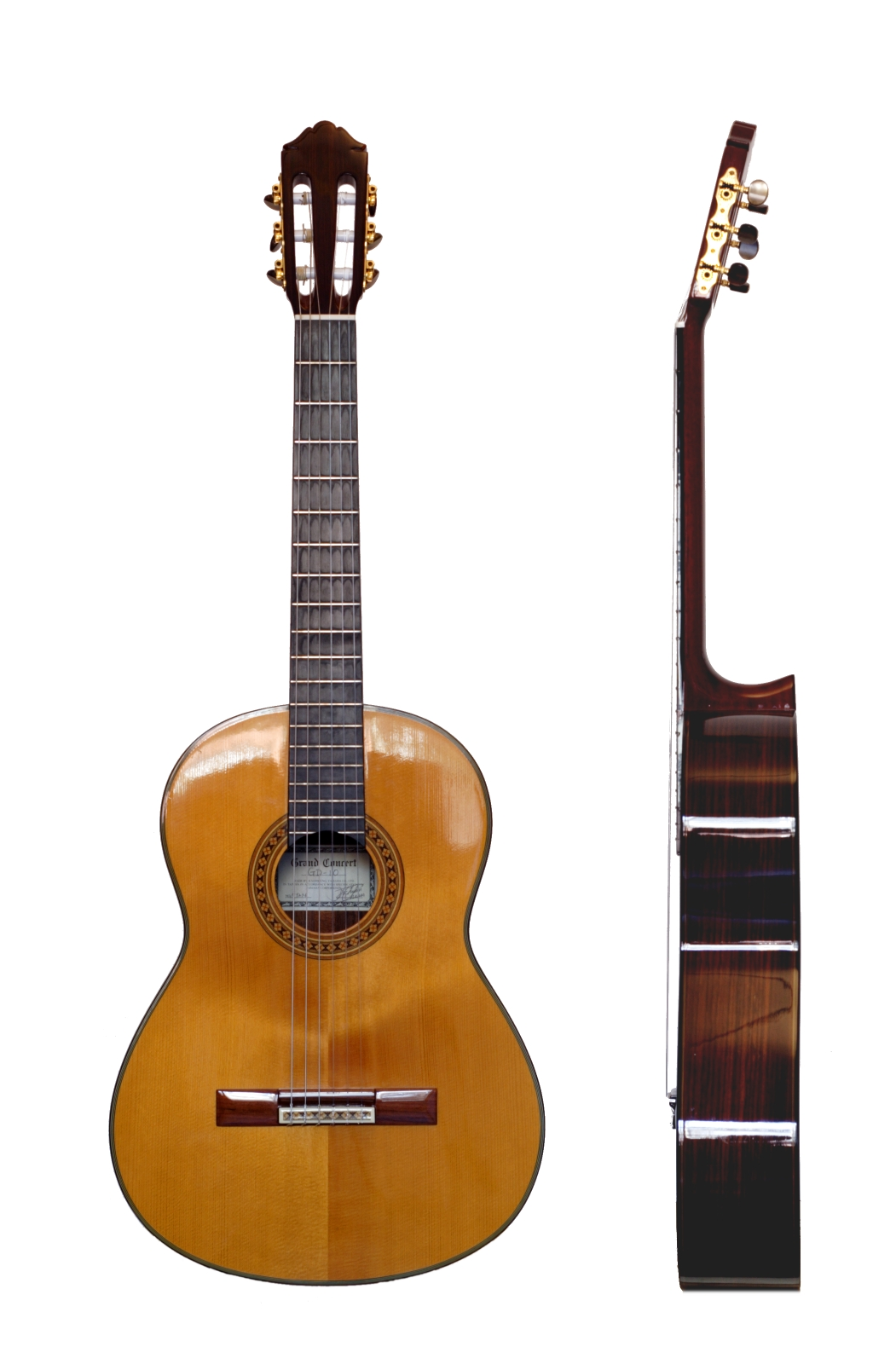
Gitaar

## Bron en discografie
- Uitgave Naxos: American Saxophone Music; Alex Mitchell saxofoons; Neil Hornsby gitaar.
- Hovhaness.com